# Kościół św. Macieja Apostoła w Głuchowie
Kościół św. Macieja Apostoła w Głuchowie – rzymskokatolicki kościół parafialny zlokalizowany w Głuchowie (powiat turecki, województwo wielkopolskie). Funkcjonuje przy nim parafia św. Macieja Apostoła.

## Historia
Parafia we wsi została erygowana na przełomie XIV i XV wieku. Z uwagi na słabe uposażenie zarządzana była przez proboszczów z sąsiadujących parafii (przede wszystkim z Tokar). W XV wieku wymieniony został w Głuchowie kościół parafialny pod wezwaniem Matki Bożej Śnieżnej. W 1607 poświęcono następną świątynię – pod wezwaniem św. Macieja Apostoła. W 1783 lokalny dziedzic Tomasz Gałczyński wystawił we wsi kolejny, drewniany kościół. Stał on do 1919 (strawił go wówczas pożar).
Po pożarze parafia zakupiła spichlerz, który w okresie międzywojennym przekształcono na nowy kościół parafialny. W latach 1959–1960 dobudowano do niego zakrystię, a w latach 1972–1980 odnowiono. W 1981 obiekt został konsekrowany.

## Tablice pamiątkowe
Na elewacji zewnętrznej wiszą dwie tablice pamiątkowe:
- upamiętniająca XX-wiecznych proboszczów i administratorów parafii w Głuchowie,
- upamiętniająca nawiedzenie parafii przez obraz Matki Bożej Jasnogórskiej w 1975[4].

## Otoczenie
Przy kościele stoją krzyże (stalowy i drewniany), stalowa dzwonnica, a także figura maryjna będąca Darem Milenijnym (1966). 
Dawną plebanią był dom rządcy miejscowego majątku. Obecna plebania jest późniejsza. We wsi istnieje też cmentarz o powierzchni 0,55 ha (około 200 metrów od kościoła w kierunku Tokar).

## Galeria

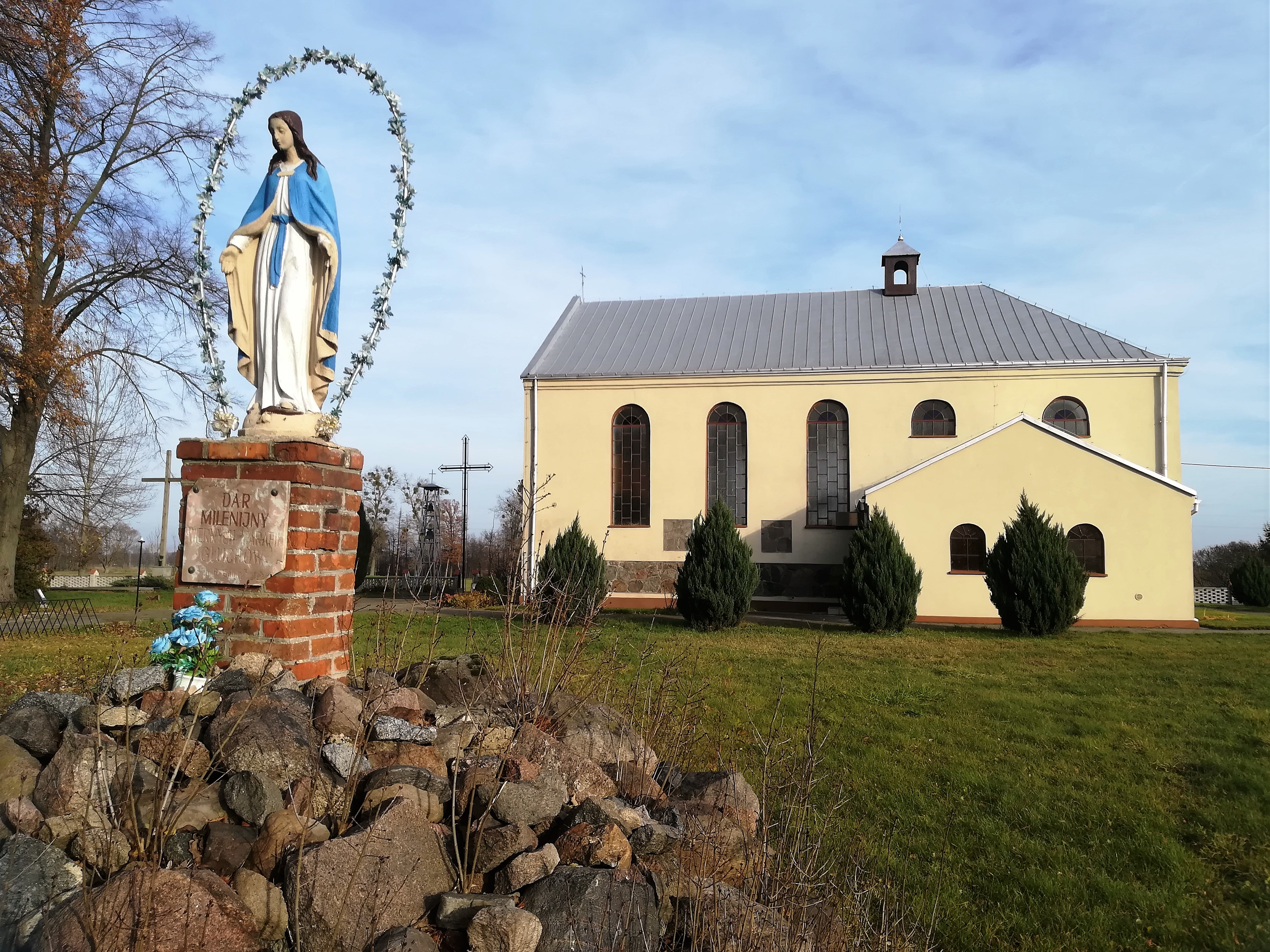
Figura maryjna (Dar Milenijny)
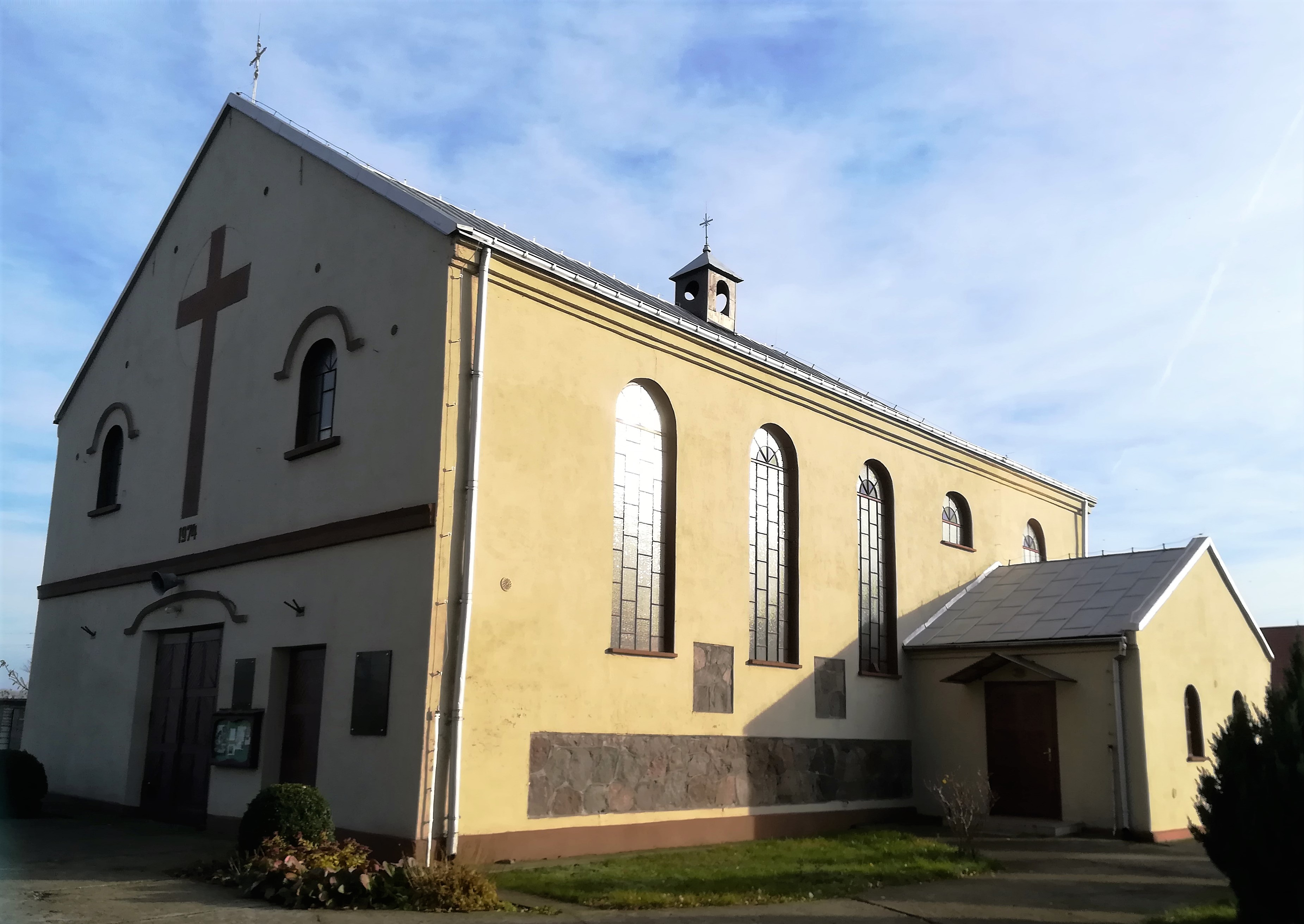
Elewacja zewnętrzna
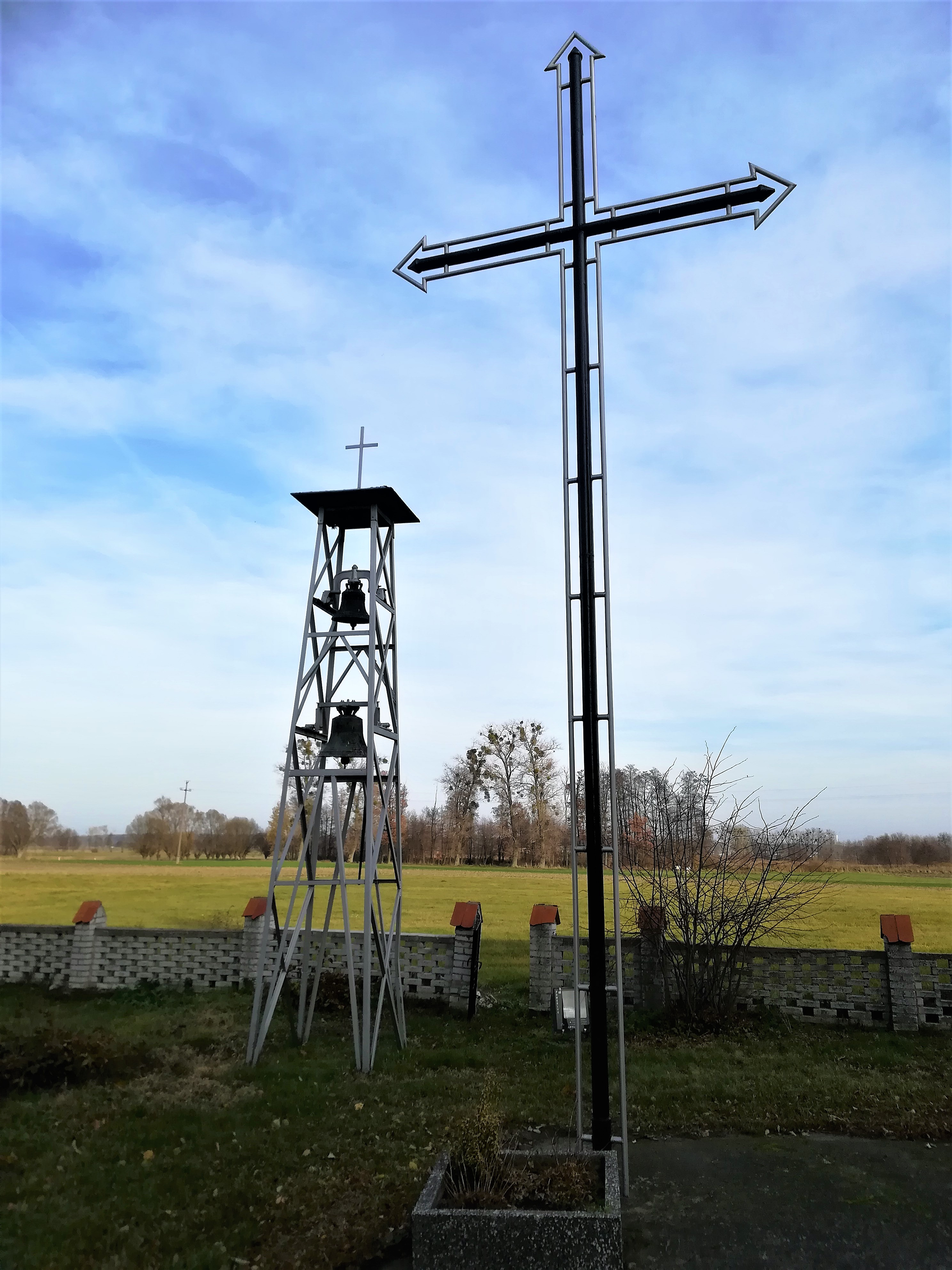
Krzyż i dzwonnica